# Bulkington (Warwickshire)
Bulkington – wieś w Anglii, w hrabstwie Warwickshire, w dystrykcie Nuneaton and Bedworth. Leży 25 km na północny wschód od miasta Warwick i 140 km na północny zachód od Londynu. W 2001 miejscowość liczyła 6303 mieszkańców.